# Je muir, je muir d'amorete

Je muir, je muir d'amorete ou plus couramment Je muir d'amourette, est un rondeau et une chanson du trouvère Adam de la Halle. Ce poème du Moyen Âge est daté entre 1270 et 1290,

## Présentation

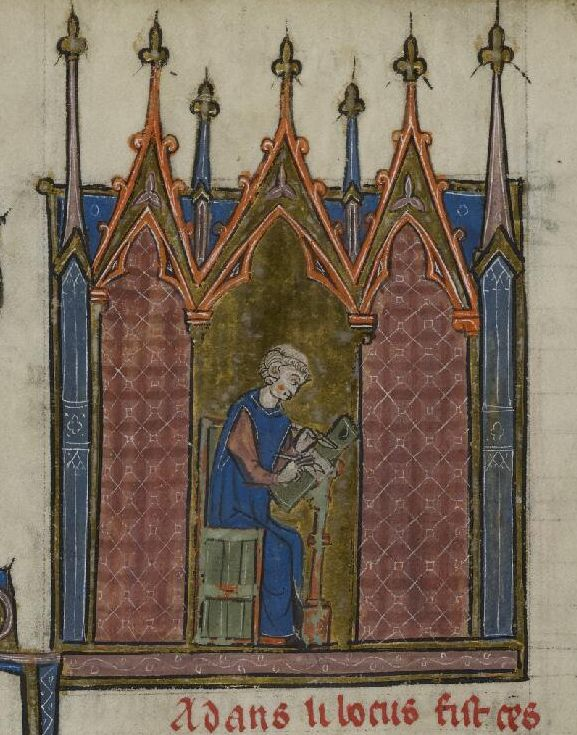
Adam de la Halle. (Miniature du XVe siècle, extrait du manuscrit BnF fr. 25566, XXX).

Ce poème figure dans l'œuvre du trouvère Adam de la Halle, poète et chanteur français en langues d'oïl du XIIIe siècle. Le thème est celui de l'amour courtois ou fin'amor.
La transcription en ancien français est d'Anne Ibos-Augé,.
Gillebert de Berneville trouvère contemporain d'Adam de la Halle emploie les mots Je muir d'amourette sous la forme Hareu ! Je muir d'amourette (Hareu ! étant une interjection qui sert à exprimer toute sensation vive et plus spécialement la douleur)

## Discographie
- La Chambre des Dames : chansons et polyphonies de trouvères - Diabolus in Musica, Antoine Guerber (septembre 1994, Studio SM D2604) (OCLC 605593052), (Fiche sur medieval.org)
- Ave Ava - Alla francesca, Brigitte Lesne, harpe — version instrumentale (avril 1995, Opus 111 OPS-30-134) (OCLC 42525346)
- Le jeu d'amour. Chants courtois et à danser du Moyen Âge français - Anne Azéma et John Fleagle, voix ; Shira Kammen, vièle (janvier 1996, Erato / Apex / Warner 2564 62685-2) (OCLC 312668162)
- Pastourelle, the Art of Machaut and the Trouvères - Fortune's Wheel : Lydia Heather Knutson, Paul Cummings, voix ; Shira Kammen, Robert Mealy, vielle, harpe et voix (octobre 2001, Dorian DOR-93245)[8] (OCLC 861083545)
- J'ai désirs : musique médiévale : de l'Antique au nouveau : chants des XIIIe et XIVe siècles - Ensemble De Cælis (2005, Bayard Musique) (OCLC 868502045)[9]